# Kornbühl
Der Kornbühl ist ein 886,5 m ü. NHN hoher Berg auf der so genannten Mittleren Kuppenalb, einem Teil der Schwäbischen Alb, und liegt zwischen den Burladinger Stadtteilen Salmendingen und Ringingen. Der Kornbühl ist ein vielbesuchter Ausflugsberg der Mittleren Schwäbischen Alb unweit der Schwäbischen Albstraße.
Auf dem Kornbühl befindet sich der Wallfahrtsort Salmendinger Kapelle.

## Geologie

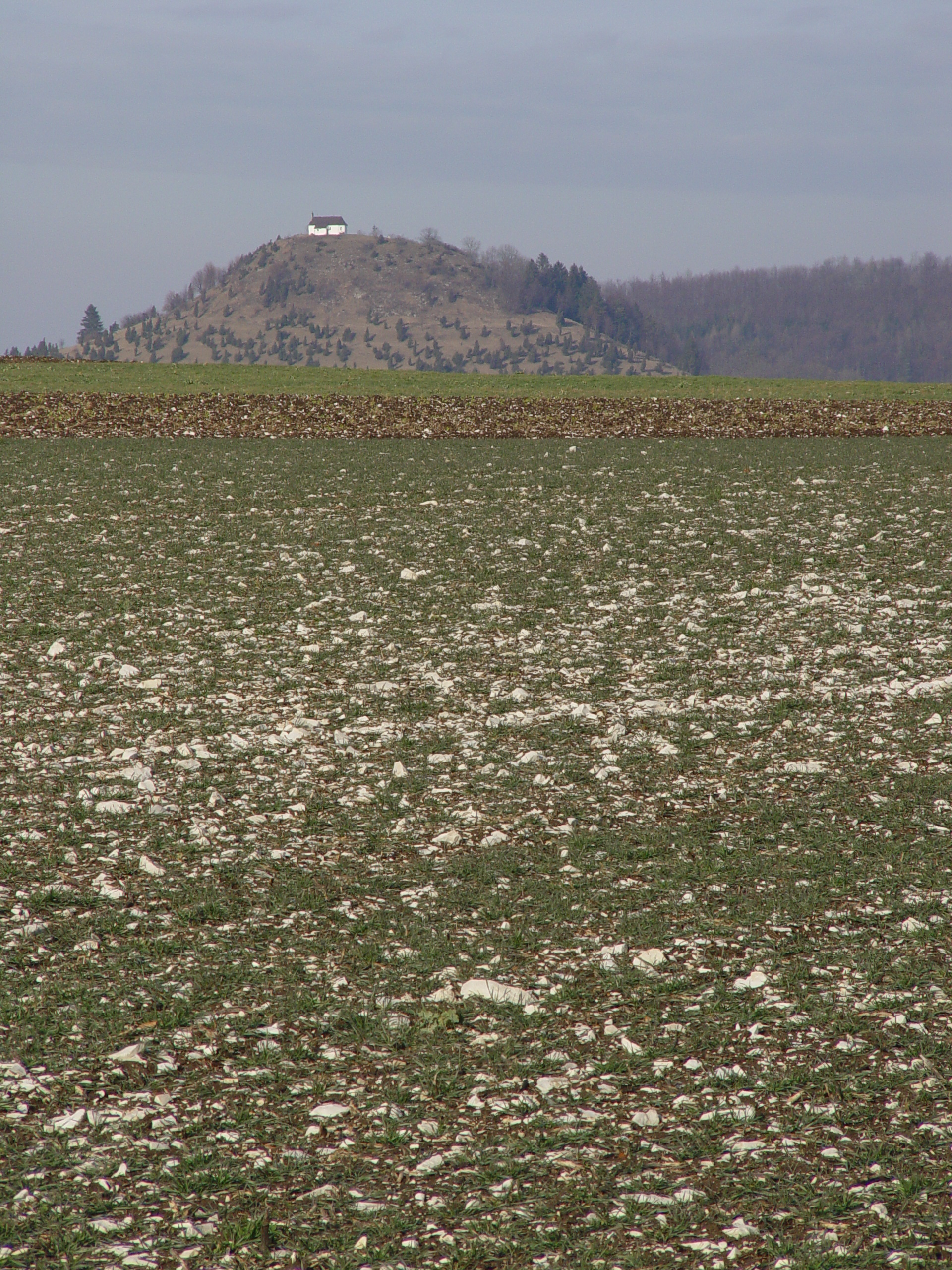
Südansicht

Der Härtling überragt die ihn umgebende Albhochfläche um rund 100 Meter. Das Fundament des Berges ist eine Kalksteinschicht von 40 Meter Mächtigkeit, nach der Einteilung des Tübinger Geologen Friedrich August von Quenstedt Weißjura Beta genannt. Darüber liegt eine 40–50 Meter hohe Mergelschicht (Weißjura Gamma), bevor die Kuppe des Kornbühls mit den aus Schwammriffen gebildeten Massenkalken (Weißjura Delta) abschließt. Diese Schicht erweist sich gegenüber der Erosion als besonders widerstandsfähig.
Am Fuße des Kornbühls entsteht in manchen Jahren zur Zeit der Schneeschmelze ein temporärer See, der Märzenbronnen.

## Naturschutzgebiet
Um 1900 war der Berg auf Grund der Beweidung kaum bewaldet. Heute ist es Aufgabe des Naturschutzes, die Freiflächen vor der Sukzession zu schützen. Seit dem 15. Juni 1983 schützte das 11,6 ha große Naturschutzgebiet am Kornbühl den für mit Schafen beweidete Südhänge der Schwäbischen Alb typischen Vegetationskomplex aus Wacholderheide, Halbtrockenrasen und Dornstrauch-Gebüschen sowie deren artenreiche Flora und Fauna. Im Jahr 2025 wurde dieses Schutzgebiet durch das weitaus größere Naturschutzgebiet Kornbühl, Bühlberge und Woogtal ersetzt. 
Die Kegelform des Berges ist Ausgangslage für die Ausrichtung in alle Himmelsrichtungen und damit unterschiedlichen mikroklimatischen Bedingungen. Dadurch konnten sich eine Vielzahl an Pflanzengesellschaften entwickeln. Um den Kornbühl wurden ca. 200 Pflanzen- und nahezu 350 Tierarten nachgewiesen, darunter 15 Heuschrecken- und 29 Tagfalterarten.

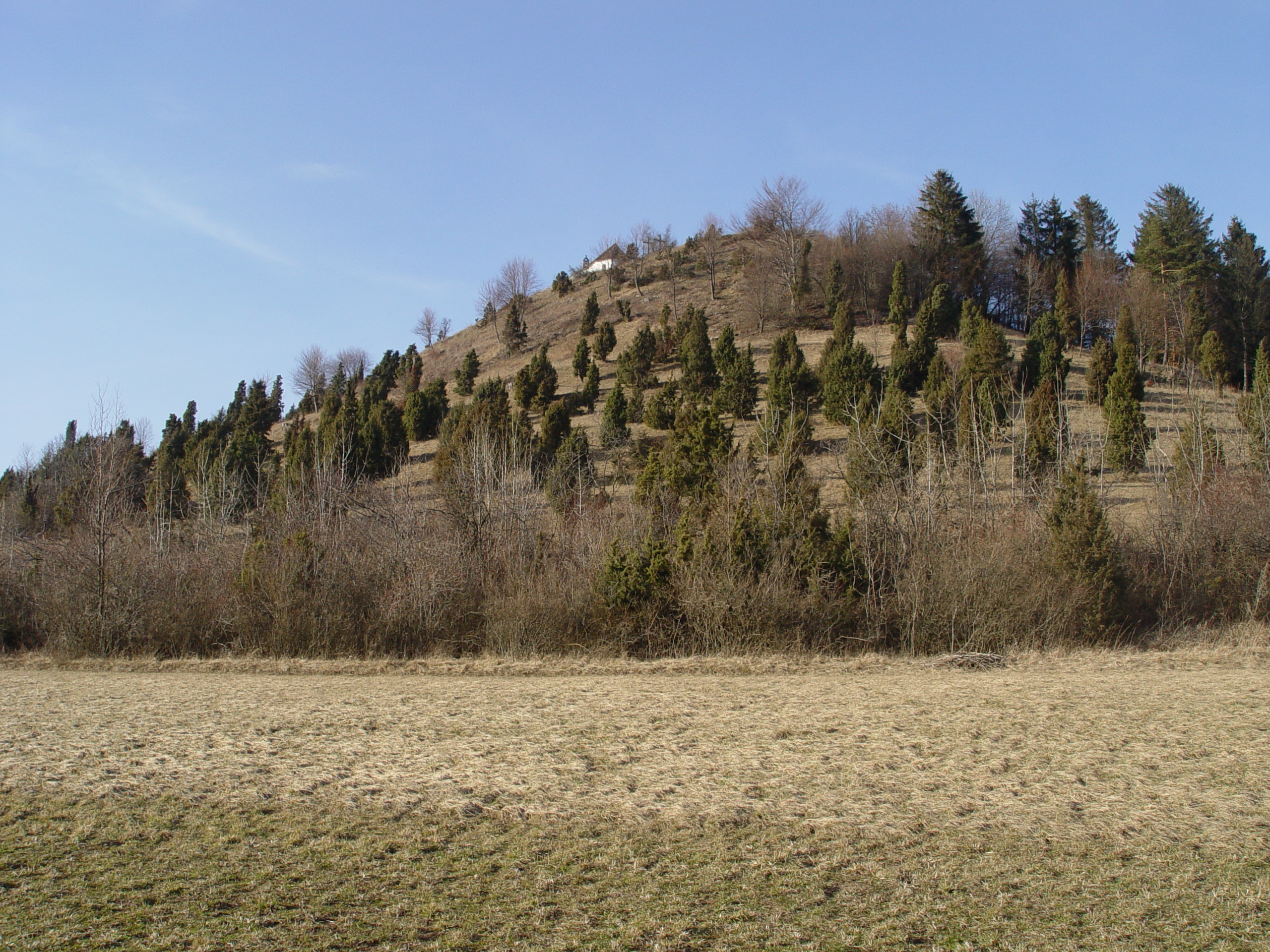
Wacholderheide am Kornbühl
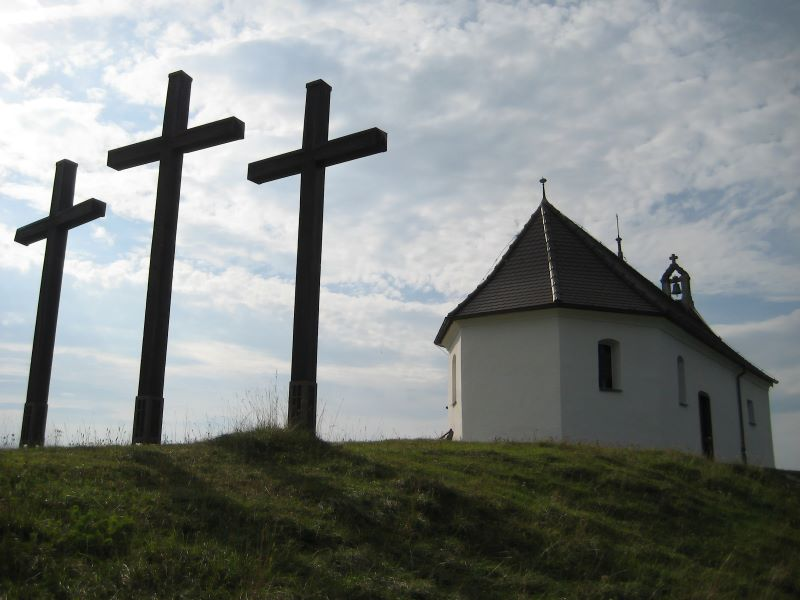
Salmendinger Kapelle auf dem Kornbühl
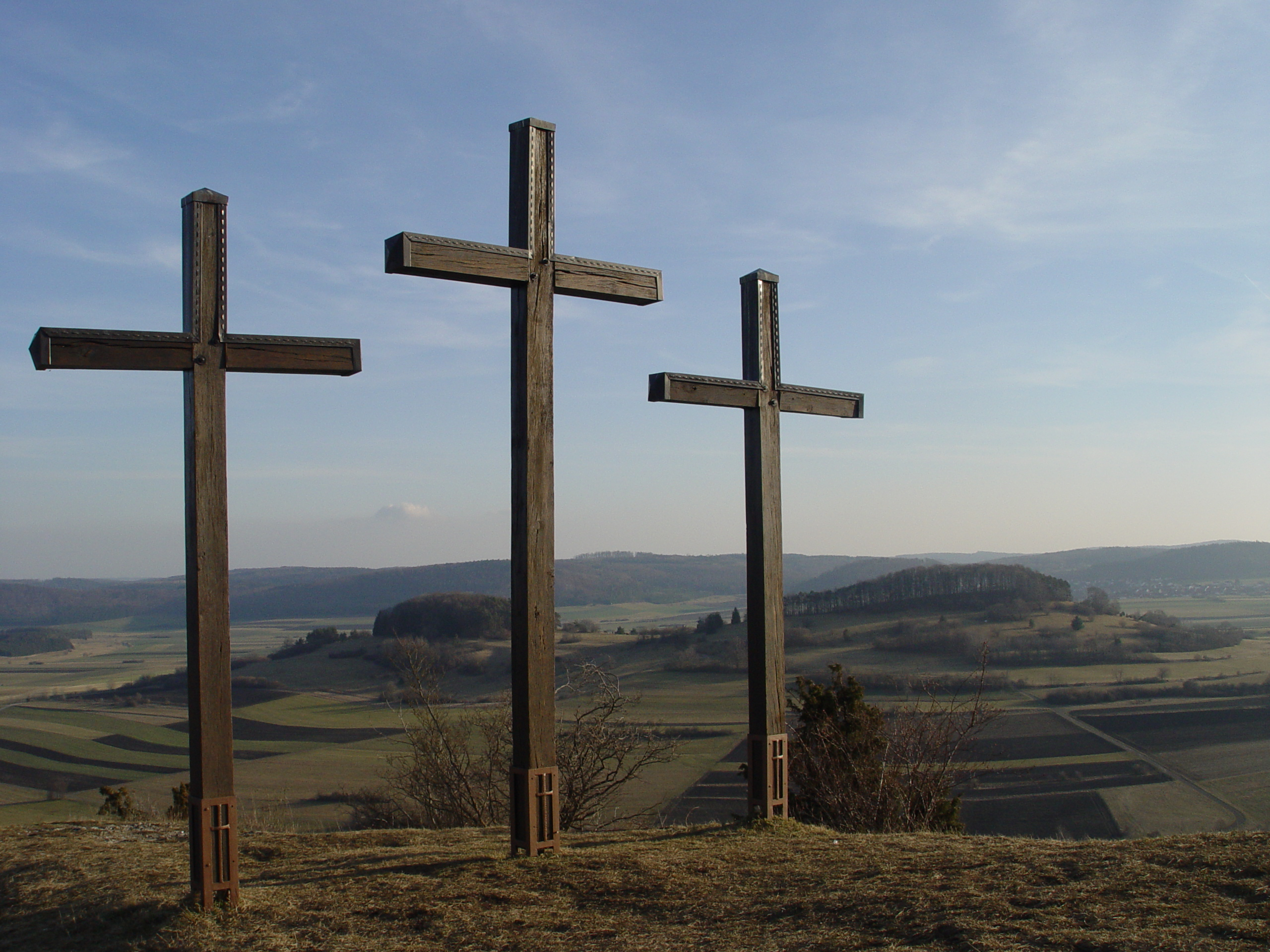
Blick Richtung Südosten
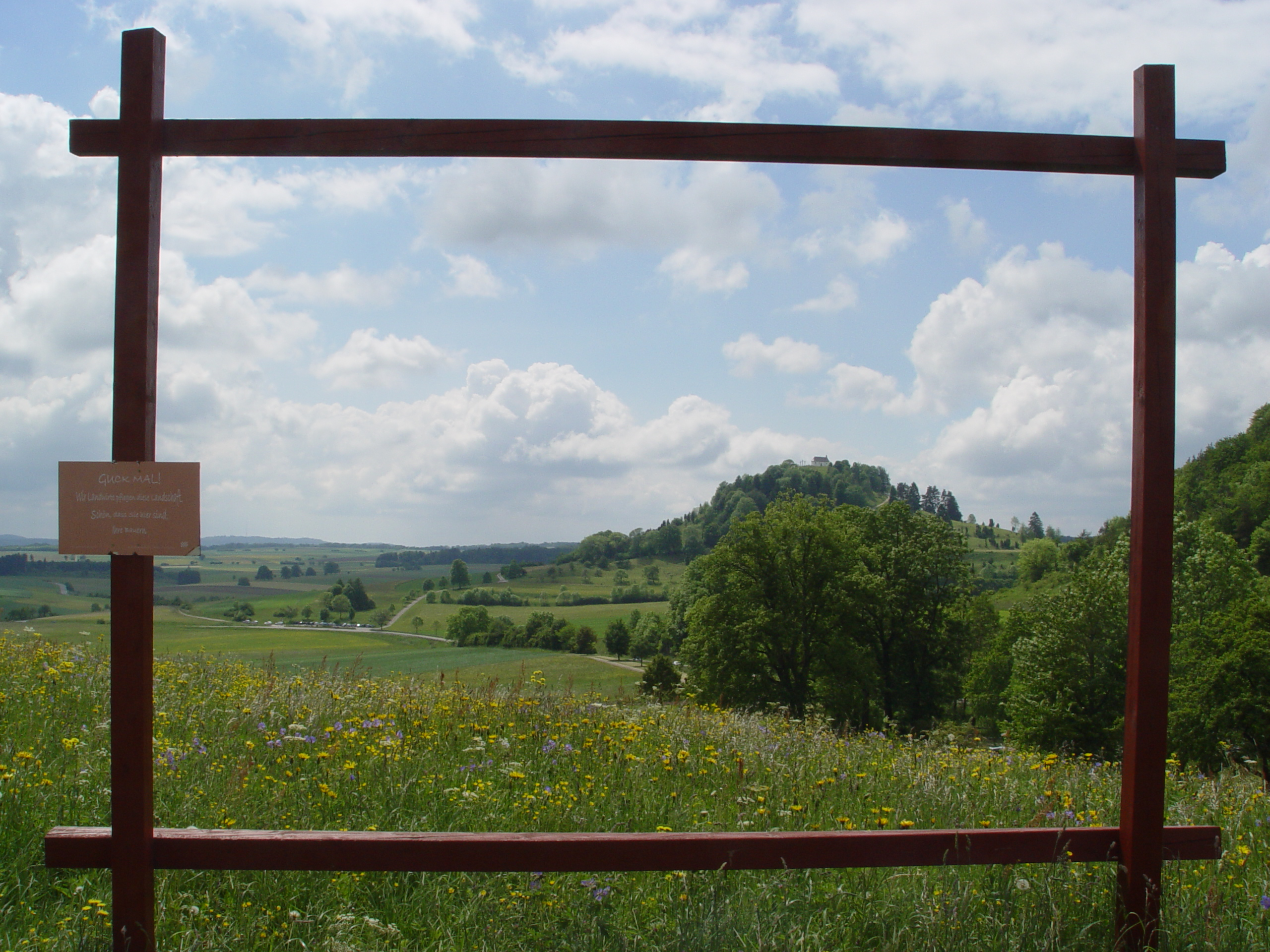
Durch einen Guck mal
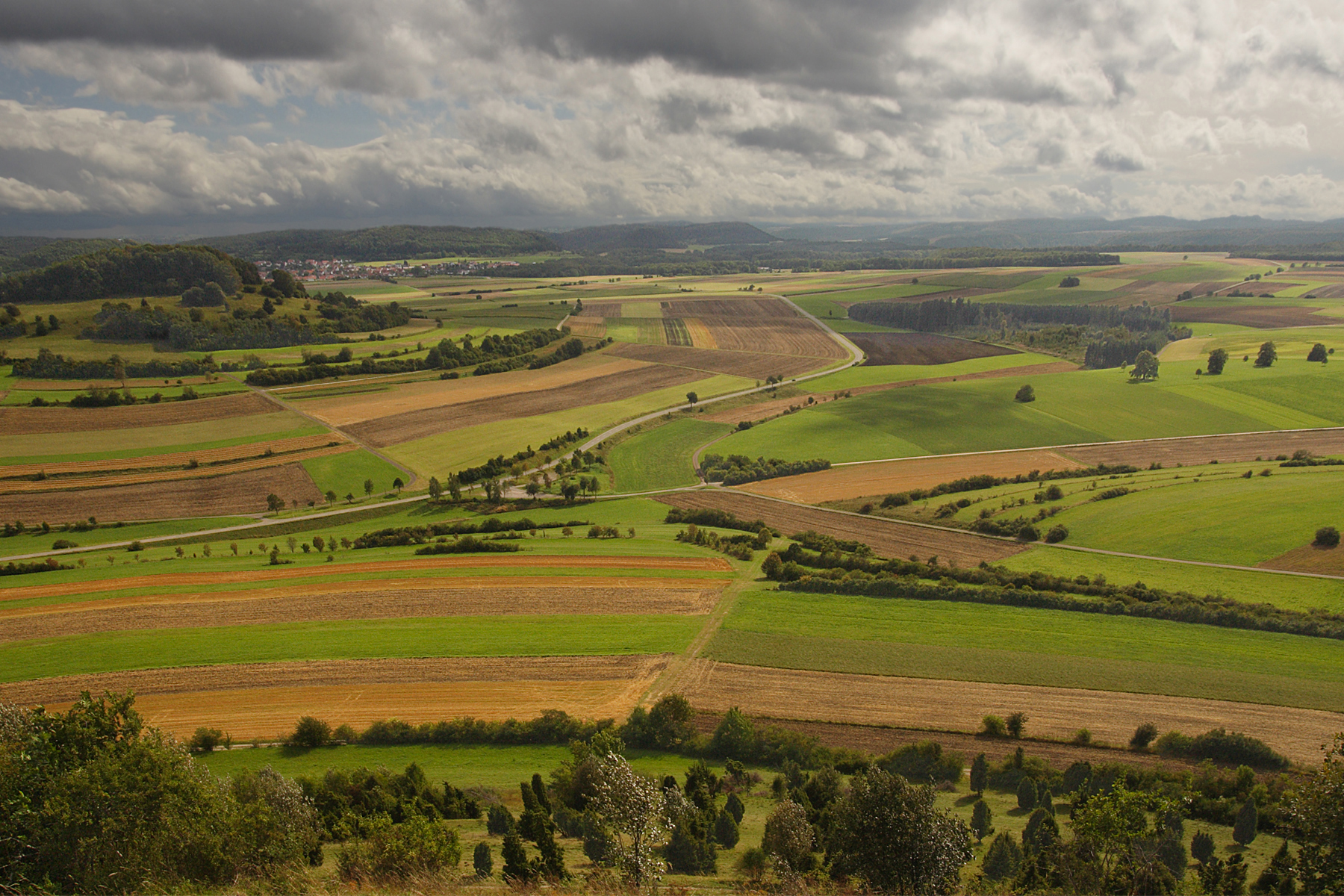
Blick vom Kornbühl. Kleinräumige Felder der „Schichtflächenalb“, viele  Biotope (Hecken). Am Hang:  Wacholderheide